# Hyolithiden
Die Hyolithiden oder Calyptomatida sind eine Tiergruppe, die im Unteren Kambrium bis ins Mittlere Perm existierte und an dessen Ende ausstarb. Weite Verbreitung erlangten sie im Kambrium und Ordovizium, häufig aber auch vielerorts im Silur und Devon, selten im Karbon und Perm.
Ihre systematische Stellung war lange Zeit nicht genau bekannt. Sie wurden dem Stamm der Mollusken zugerechnet und daher auch Schwimmschnecken oder Urmollusken genannt. Die genaue Untersuchung der vom Maul ausgehenden Tentakel von neu entdeckten Fossilien aus dem kanadischen Burgess-Schiefer zeigte, dass diese dem Tentakelkranz (Lophophor) der Armfüßer (Brachiopoda) ähnlich sind und die Hyolithiden daher in die Lophotrochozoen einzuordnen sind.
Hyolithiden bilden bilateral-symmetrische, bis zu 15 cm lange konische Kalkgehäuse mit dreieckigem, elliptischem, kreisförmigem oder pentagonalem Querschnitt. Eine Seite ist gewöhnlich abgeflacht, die andere gewölbt oder mit stumpfem Kiel versehen. Zum Verschluss der Mündung dient bei den meisten Vertretern ein konzentrisch gestreifter Deckel. Die drehbar gelagerten Hörner wurden zum Aufstützen genutzt.
Über ihre Ökologie lässt sich nichts Genaueres sagen, doch aufgrund der Weichkörpererhaltung von paarigen flossenartigen Anhängen bei manchen Arten wird eine freischwimmende Lebensweise angenommen. Eine sessile, am Meeresboden verankerte Lebensweise ist ebenfalls vorstellbar, wobei sie mit der Spitze voran im Bodensediment gesteckt haben. Wahrscheinlich handelte es sich um Benthosbewohner flacher Meere, die von organischen Schwebstoffen lebten. Natürliche Feinde waren Priapswürmer der Art Ottoia prolifica, die sich im Kambrium des Burgess-Schiefers finden.